# Själevads IK
Själevads IK är en idrottsklubb i Själevad i Sverige. Säsongen 2019 spelar herrlaget i division 6 och damlaget i division 1.

## Historia
Klubben bildades som ett "kompisgäng" i maj 1923. Klubbens förste ordförande hette Mauritz Nordin och presiderade under 10 år.
Genom åren har verksamheten inom föreningen förändrats flera gånger. Under 1960-talet hade klubben ett ishockeylag med egen ishockeyrink. Ett tag bedrevs även bandy.
1944 startade klubben en orienteringssektion som 1967 bröt sig ur och startade klubben Skogslöparna. Klubben hade ett tag även en mycket livfull simsektion. Även skidsport har varit en del av verksamheten.
Numera är det dock enbart fotboll som gäller i klubben. Den första fotbollsplanen låg vid Moälvens kant och ofta fick bollar hämtas upp med båt efter en snedspark. I början spelade man i lokala seriesystem innan man gjorde sitt inträde i seriesystemet under 1930-talet. Damlaget spelade i Damallsvenskan 2004 och höll sig kvar, men åkte ur serien då man slutat sist 2005.

### Fotnoter
1. ↑  ”Sweden (Women) 2004” (på engelska). RSSSF. 14 mars 2004. http://www.rsssf.com/tablesz/zwed-wom04.html. Läst 21 februari 2015.
2. ↑  ”Sweden (Women) 2005” (på engelska). RSSSF. 14 mars 2005. http://www.rsssf.com/tablesz/zwed-wom05.html. Läst 21 februari 2015.